# Muzică electronică

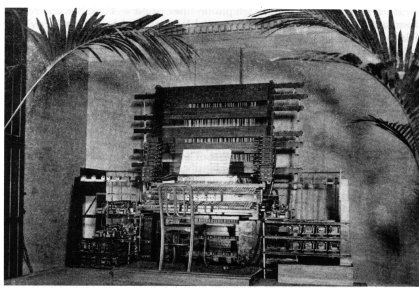
Telharmonium, Thaddeus Cahill 1897

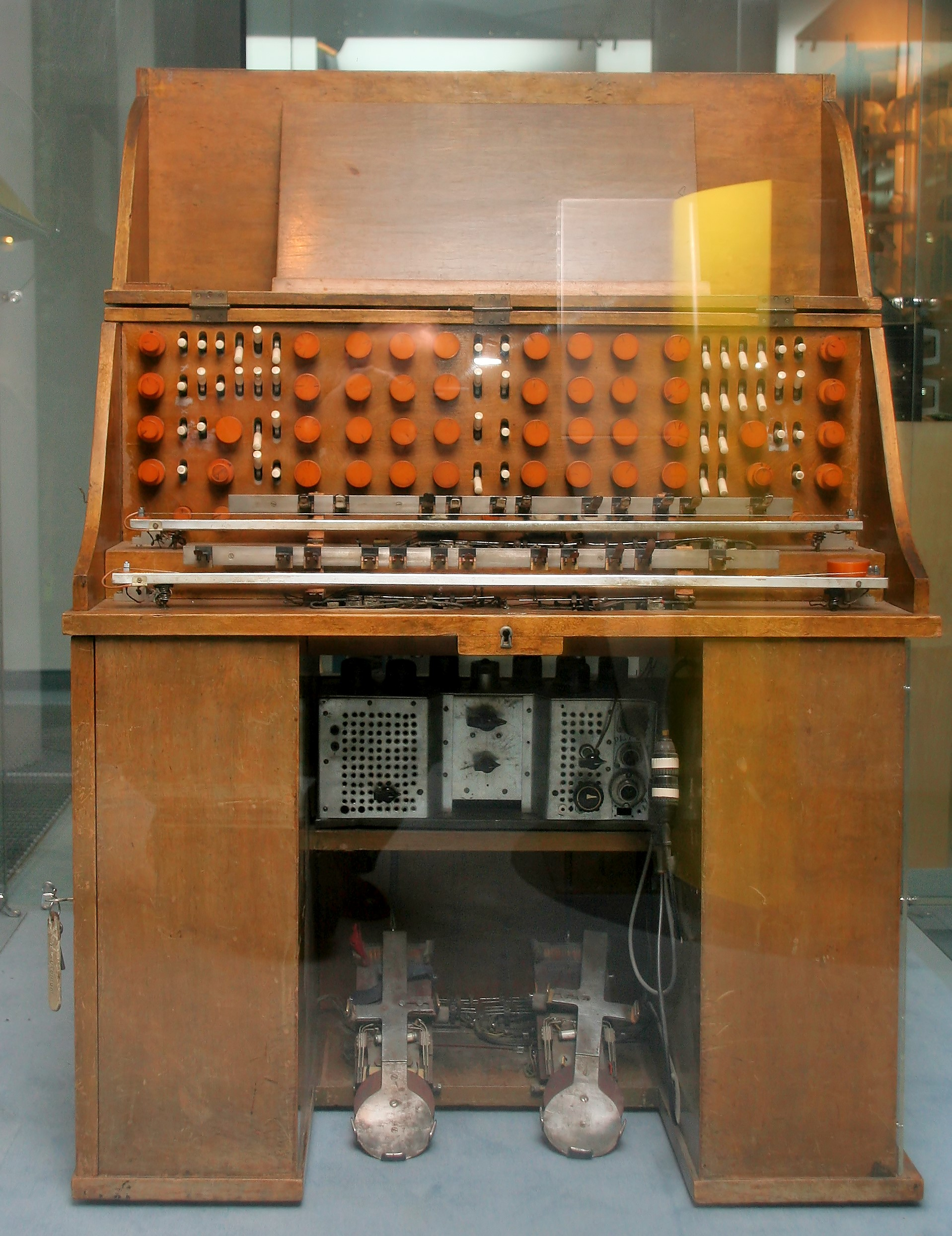
Trautonium, 1928

Muzica electronică este un termen general pentru orice muzică produsă cu instrumente electronice cum ar fi sintetizatoarele sau computerele. De regulă, termenul este folosit pentru muzica ce se caracterizează printr-o sonoritate specific electronică, și mai puțin pentru cazurile unde instrumente acustice sunt simulate prin aparatură.

## Genuri de muzică electronică
- 8bit
- Acid Jazz
- Ambient
- Breakbeat
- Chillout
- Drum and bass
- Dub
- Dubstep
- Electro House
- Electronic art music
- Electronica (gen muzical)
- Frenchcore
- Hardcore-techno
- Hardstyle
- IDM
- Illbient
- Industrial
- Krautrock
- Minimal House
- Minimal Techno
- Muzică dance
- Muzică house
- Muzică New Age
- Synthpop
- Techno
- Trance

## Impactul social
Festivalurile 
În 1980, muzica electronică era adesea difuzată la petrecerile ilegale ținute în locații secrete, de exemplu, în depozite, hangare de aeronave abandonate, câmpuri, sau alte zone largi și în spațiul liber. Între 1990 și 2000, aspecte din cultura underground rave din 1980 și începutul anilor 1990 au început să se transforme în concerte și festivaluri de muzică electronică legitime și organizate. Festivalurile mari aduc, adesea, o serie de reprezentați ai diverselor genuri ale muzicii electronice răspândite pe mai multe scene. Festivalurile au accentuat importanța elementelor vizuale în experiența de anasamblu, incluzând scene cu proiectări elaborate, sisteme de iluminat complexe, show-uri de lasere și elemnte de priotehnie.

## Further reading
- Bogdanov, Vladimir (2001),  Chris Woodstra, Stephen Thomas Erlewine, and John Bush, ed., The All Music Guide to Electronica: The Definitive Guide to Electronic Music, AMG Allmusic Series, San Francisco: Backbeat Books, ISBN 0-87930-628-9
- Best of Electronic Music Podcasts/Eurock Live Arhivat în 29 iunie 2017, la Wayback Machine.
- A. Patterson Light & Sound by Mikhail Chekalin, itunes.apple.com Best of Electronic Music
- Cummins, James (2008), Ambrosia: About a Culture - An Investigation of Electronica Music and Party Culture, Toronto, ON: Clark-Nova Books, ISBN 978-0-9784892-1-2
- Dorschel, Andreas, Gerhard Eckel, and Deniz Peters (eds.) (2012). Bodily Expression in Electronic Music: Perspectives on Reclaiming Performativity. Routledge Research in Music 2. London and New York: Routledge. ISBN 978-0-415-89080-9.
- Heifetz, Robin J., ed. (1989), On The Wires of Our Nerves: The Art of Electroacoustic Music, Cranbury, NJ: Associated University Presses, ISBN 0-8387-5155-5
- Kahn, Douglas (1999), Noise, Water, Meat: A History of Sound in the Arts, Cambridge, MA: MIT Press, ISBN 0-262-11243-4, New edition 2001,
- Kettlewell, Ben (2001), Electronic Music Pioneers, [N.p.]: Course Technology, Inc., ISBN 1-931140-17-0
- Licata, Thomas, ed. (2002), Electroacoustic Music: Analytical Perspectives, Westport, CT: Greenwood Press, ISBN 0-313-31420-9
- Macan, Edward L (1997), Rocking the Classics: English Progressive Rock and the Counterculture, Oxford and New York: Oxford University Press, ISBN 0-19-509887-0.
- Manning, Peter (2004), Electronic and Computer Music (ed. Revised and expanded), Oxford and New York: Oxford University Press, ISBN 0-19-514484-8, (cloth)  (pbk)
- Prendergast, Mark (2001), The Ambient Century: From Mahler to Trance: The Evolution of Sound in the Electronic Age, Forward  by Brian Eno., New York: Bloomsbury, ISBN 9780747542131, (hardcover eds.) ISBN 1-58234-323-3 (paper).
- Reynolds, Simon (1998), Energy Flash: A Journey Through Rave Music and Dance Culture, London: Pan Macmillan, ISBN 0-330-35056-0 (US title, Generation Ecstasy: Into the World of Techno and Rave Culture, Boston: Little, Brown, 1998 ISBN 0-316-74111-6; New York: Routledge, 1999 ISBN 0-415-92373-5)
- Schaefer, John (1987), New Sounds: A Listener's Guide to New Music, New York: Harper Collins, ISBN 0-06-097081-2
- Shanken, Edward A. (2009), Art and Electronic Media, London: Phaidon, ISBN 978-0-7148-4782-5
- Shapiro, Peter, ed. (2000), Modulations: a History of Electronic Music: Throbbing Words on Sound, New York: Caipirinha Productions, ISBN 1-891024-06-X
- Sicko, Dan (1999), Techno Rebels: The Renegades of Electronic Funk, New York: Billboard Books, ISBN 0-8230-8428-0
- Wells, Thomas (1981), The Technique of Electronic Music, New York: Schirmer Books; London: Collier Macmillan, ISBN 978-0-02-872830-8